# Falaise (Calvados)
Falaise és un municipi francès, situat al departament de Calvados i a la regió de Normandia.

## Persones
- Frédéric de Lafresnaye (1783-1861), ornitòleg i entomòleg[1]